# Glympis parvipuncta
Glympis parvipuncta är en fjärilsart som beskrevs av William Schaus 1914. Glympis parvipuncta ingår i släktet Glympis och familjen nattflyn. Inga underarter finns listade i Catalogue of Life.